# المسروگ
المسروگ (به اسپانیایی: El Masroig) یک منطقهٔ مسکونی در اسپانیا است که در پرورات واقع شده‌است. المسروگ ۱۵٫۵ کیلومتر مربع مساحت دارد.